# Oboriszte (obwód Pazardżik)
Oboriszte (bułg. Оборище) – wieś w Bułgarii, w obwodzie Pazardżik, w gminie Panagjuriszte. Według danych szacunkowych Ujednoliconego Systemu Ewidencji Ludności oraz Usług Administracyjnych dla Ludności, 15 czerwca 2020 roku miejscowość liczyła 1 051 mieszkańców. We wsi występują liczne źródła.

## Osoby związane z miejscowością
Uczestnicy powstania 
- Dymityr Pawłow Koklew (1830–1919) – bułgarski rewolucjonista[2]